# Bisai
Bisai (尾西市; -shi) é uma cidade japonesa localizada na província de Aichi.
Em 2003, a cidade tinha uma população estimada em 58 037 habitantes e uma densidade populacional de 2 636,85 h/km². Tem uma área total de 22,01 km².
Recebeu o estatuto de cidade a 1 de Janeiro de 1955.